# 膠原病
膠原病（こうげんびょう、英: connective tissue disease [disorder]）とは、全身の複数の臓器に炎症が起こり、臓器の機能障害をもたらす一連の疾患群の総称。この名称は1942年にアメリカの病理学者ポール・クレンペラーが提唱した名称である。クレンペラーは全身性エリテマトーデス、全身性硬化症の研究から、病態の主座は結合組織と血管にあると考え、collagen-vascular disease と命名した。これが膠原病と翻訳された。類似疾患概念に、自己免疫疾患、リウマチ性疾患、結合組織疾患があるが、膠原病はこの3つが重なった位置にあるとされる。
原因としては、血液中にある抗体が細胞核などと反応をして免疫複合体を形成しつつ、『（A）組織に沈着したり、（B）組織を攻撃する』ことで発病すると考えられ、死亡に至る場合もある。
典型的な症状として発熱・皮疹・倦怠感・関節痛・関節炎・筋肉痛・内臓病変・レイノー現象などがあげられ、女性に多いのも特徴である。遺伝的要因と環境要因が発症に関与するとされる。慢性に経過し、寛解と再燃を繰り返しながら進行することがある。多くの場合に自己免疫疾患としての機序が関与していると考えられており、完全な病態の解明は、未だ成されていない。
現代での治療の主体は副腎皮質ステロイドを中心とする免疫抑制剤である。近年ではTNFα阻害薬を中心とする生物学的製剤の導入によって治療概念が大きく変化し、寛解導入率が飛躍的に向上している。

## 主な膠原病
- 古典的膠原病
  - 関節リウマチ (rheumatoid arthritis; RA)
  - 全身性エリテマトーデス (systemic lupus erythematosus; SLE)
  - 強皮症 (Scleroderma)
  - 皮膚筋炎 (dermatomyositis complex; DM) / 多発性筋炎 (polymyositis; PM)
  - 結節性多発動脈炎 (polyarteritis nodosa; PN)
  - 混合性結合組織病 (mixed connective tissue disease; MCTD)
- その他の膠原病・膠原病類縁疾患
  - シェーグレン症候群 (Sjögren syndrome; SjS)
  - 顕微鏡的多発血管炎 (microscopic polyangitis; MPA)
  - 多発血管炎性肉芽腫症 (Granulomatosis with polyangiits; GPA)（旧名:ウェゲナー肉芽腫症）
  - 好酸球性多発血管炎性肉芽腫症 (Eosinophilic granulomatosis with polyangitis; EGPA) (旧名:チャーグ・ストラウス症候群 (Churg-Strauss syndrome; CSS) ・アレルギー性肉芽腫性血管炎（Allergic granulomatosis-Angitis; AGA）)
  - 過敏性血管炎 (hypersensitivity angiitis)
  - ベーチェット病 (Behcet's syndrome[disease])
  - コーガン症候群 (Cogan's syndrome)
  - RS3PE (remitting seronegative symmetrical synovitis with pitting edema)
  - 巨細胞性動脈炎 (Giant-cell arteritis; GCA)
  - 成人スティル病 (adult-onset Still's disease; AOSD)
  - リウマチ性多発筋痛症 (polymyalgia rheumatica; PMR)
  - 線維筋痛症 (fibromyalgia syndrome; FMS)
  - SAPHO症候群

なお、リウマチ熱 (RF) については古典的膠原病に分類されていたが、原因が判明したため、現在は膠原病から外されている。

## 特異的抗体
膠原病では抗核抗体 (ANA) が有名である。しかし抗核抗体が軽度陽性であったとしても臨床的意義がない（膠原病の診断基準を満たさない）ものが殆どであり、抗体陽性で、即、膠原病、甲状腺疾患、慢性肝炎である場合はごく僅かである。また膠原病の中にも抗核抗体が診断に影響しないものがある。
ANA関連膠原病
全身性エリテマトーデス (SLE)、全身性硬化症 (SSc)、シェーグレン症候群 (SjS)、皮膚筋炎 (DM)、多発性筋炎 (PMS)、混合性結合組織疾患 (MCTD) があげられる。これらの疾患はSLE以外は特異的な症状があり、抗核抗体を測る前にそれらの症状の有無を確認しなければ、検査結果の判断は難しくなる。例えば、SScならば皮膚硬化、SjSならば乾燥症状、皮膚筋炎、PMSならばゴットロン徴候、ヘリオトロープ疹、筋力低下、MCTDならば、ソーセージ指やレイノー症状があげられる。抗核抗体の特異性が高いとされているのはSLE、SSc、MCTDである。特異的抗体としてはSLEにおける抗dsDNA抗体、抗Sm抗体、SScにおける抗Scl抗体、抗セントロメア抗体、MTCDにおける抗U1RNP抗体、SjSにおける抗SS-A抗体、抗SS-B抗体、DM、PMSにおける抗Jo-1抗体などがあげられる。上記特異的な症状がなく、抗核抗体を測るような場合とは、特異的な症状を示さない膠原病を疑う時であり、それは通常はSLEのことになる。SLEは発症時には特異的症状に欠けるのが特徴である。SLEの診断にはSLEの分類基準 (感度96%、特異度96%) を用いるのが一般的である。SLEの分類基準は11の項目からなり4つ以上を満たすとSLEとなる。抗体以外の項目で9つの項目があるため、そのなかで最低2つの項目に合致しなければ抗核抗体を測定しても診断的な意義はない。すなわち、関節炎、漿膜炎、痙攣、精神病、血球減少、持続性蛋白尿、円柱、皮疹 (蝶形紅斑、ディスコイド疹)、無痛性口腔内潰瘍 (口腔上部に多い) のうち2つ以上認められるとき、抗核抗体、抗dsDNA抗体、抗Sm抗体、抗リン脂質抗体を特定する意義が生まれる。このような使い方をしていればSLEを強く疑う時、あるいはSLEを否定したいときに抗核抗体は強い武器となる。
ANA陰性の膠原病
抗核抗体が診断に影響しない膠原病としては血管炎、血清反応陰性脊椎炎、関節リウマチ、リウマチ性多発筋痛症、ベーチェット病、成人スティル病などがあげられる。これらの疾患では抗核抗体が診断に影響しないだけであって、抗核抗体が陰性でなければならないわけではない。健常者でも抗核抗体が陽性となるように、これらの疾患の患者でも抗核抗体が陽性となる場合は多々ある。
ANCA関連血管炎
顕微鏡的多発血管炎 (MPA)、アレルギー性肉芽腫性血管炎 (AGA)、多発血管炎性肉芽腫症 (GPA) があげられる。抗好中球細胞質抗体 (ANCA) を測るのはMPA、WG、AGAを疑ったときであるため、急性ないし慢性の腎障害、持続性蛋白尿、原因のはっきりしない肺陰影、喀血、紫斑、多発性単神経炎、鼻中隔穿孔を認めたら測定する。血清における陽性率はAGAで50%、WGの活動期で90%、MPAで70%であるためANCA陰性であってもANCA関連血管炎の可能性を否定はできない。腎生検などによる免疫染色は若干陽性率が上がる傾向がある。

## 皮膚症状
膠原病の診断的価値の高い皮膚や爪の所見としては爪囲紅斑や爪郭毛細血管拡張、爪上皮出血点、関節伸側・屈側の丘疹や紅斑、むち打ち様紅斑、皮膚硬化などが知られている。膠原病に特異的ではないが、膠原病が疑われる皮膚や爪の所見としては、レイノー現象、光線過敏症、顔面紅斑、環状紅斑、円板状紅斑、眼瞼の浮腫性紅斑、凍瘡様皮疹、爪床出血、結節性紅斑、網状皮疹、触知性紫斑などがあげられる。
爪囲紅斑
爪囲紅斑は爪甲周囲の紅斑で、ささむけ様になることもある。皮膚筋炎でよくみられる所見である。
爪郭毛細血管拡張
爪囲紅斑と爪郭毛細血管拡張の両方が認められた場合は皮膚筋炎が疑われる。爪囲紅斑を伴わない爪郭毛細血管拡張を認めた場合は全身性強皮症が疑われる。
爪上皮出血
爪上皮（甘皮）に認められる黒色の点状出血を爪上皮出血という。皮膚筋炎、全身性強皮症、混合性結合組織病で認められる。外傷でも認められることが多いが、複数の手指に爪上皮出血があれば膠原病の可能性が高くなる。
関節伸側・屈側の丘疹や紅斑
関節伸側に丘疹を認めたらゴットロン丘疹、角化性紅斑を認めたらゴットロン徴候という手関節の屈側にも同様の所見が認められることがあり逆ゴットロン徴候という。逆ゴットロン徴候は間質性肺炎の合併を疑う徴候である。刺激を受ける部位に好発し、PIP、MCP、肘関節、膝関節に認められることが多い。悪化すると痂皮、皮膚潰瘍を認める。痂皮や皮膚潰瘍を認めたら皮膚筋炎を疑う。鑑別は乾癬や接触性皮膚炎である。
むち打ち様紅斑
背部の掻爬痕に沿った紅斑をむち打ち様紅斑といい、ケブネル現象のひとつと考えられている。皮膚筋炎と成人スチル病を疑う所見である。膠原病以外ではしいたけ皮膚炎、ブレオマイシン皮膚炎、薬疹で認められることがある。
皮膚硬化
手指からMCPを超える皮膚硬化は全身性強皮症、混合性結合組織病を疑う所見である。早期には皮膚硬化としてではなく浮腫として認められる。手指の循環不全により指尖部潰瘍や陥凹性瘢痕を伴うことがある。
レイノー現象
レイノー現象は寒冷刺激によって手指や足趾の皮膚が蒼白、紫になる現象である。膠原病では混合性結合組織病、全身性強皮症では高率に認められる。また全身性エリテマトーデスやシェーグレン症候群、皮膚筋炎、免疫介在性壊死性筋症でも認めることがある。基礎疾患を認めない原発性レイノー病との鑑別を要する。左右非対称性に出現し、爪郭毛細血管拡張、壊死がみられ、抗核抗体陽性の場合は膠原病によるレイノー現象を示唆する。膠原病以外では内分泌疾患、血液疾患、動脈硬化、胸郭出口症候群、薬剤により出現することがある。
光線過敏症
強い光や紫外線を浴びた後に出現または悪化する皮膚病変の総称を光線過敏症という。膠原病では全身性エリテマトーデスや皮膚筋炎、シェーグレン症候群で出現する。鑑別としては日光皮膚炎（日焼け）、多形日光疹、光線過敏型薬疹、日光蕁麻疹、慢性光線性皮膚炎、晩発性皮膚ポルフィリン症があげられる。
顔面紅斑
鼻根部をまたぐ頬部紅斑（蝶形紅斑）は全身性エリテマトーデスにおいて診断価値の高い所見である。全身性エリテマトーデスでも典型的な蝶形紅斑を示さないことがある。また皮膚筋炎でも顔面紅斑を示すことが多く、両者の鑑別が重要である。皮膚筋炎と顔面紅斑は鼻唇溝を含む紅斑であることが多く、全身性エリテマトーデスでは鼻唇溝を含まない紅斑であることが多い。その他の鑑別で重要なのが酒皶、脂漏性皮膚炎、光線過敏型薬疹、接触性皮膚炎、アトピー性皮膚炎、伝染性紅斑、丹毒があげられる。
環状紅斑
辺縁が隆起した環状の浸潤性紅斑で全身性エリテマトーデス、シェーグレン症候群では露光部に好発する。抗SS-A抗体との関連性が示唆されている。多形滲出性紅斑や内臓悪性腫瘍、ライム病、乾癬が鑑別となる。
円板状紅斑
頭部、顔面、耳、全胸部など露光部に好発する表皮変化（鱗屑、びらん）を伴う病変で円板状エリテマトーデスとも称される。全身性エリテマトーデスでも認めるが皮膚エリテマトーデスに多く認められる。
眼瞼の浮腫性紅斑
眼瞼に出現する浮腫性紅斑で、皮膚筋炎ではヘリオトロープ疹という。白色人種では紫紅色を呈し、ヘリオトロープの花弁の色に類似するが黄色人種では赤褐色を呈することが多い。鑑別診断としてはアトピー性皮膚炎、多形日光疹、接触性皮膚炎、薬剤アレルギー（点眼薬を含む）、脂漏性皮膚炎、眼瞼炎などがあげられる。
凍瘡様皮疹
手指、足趾、鼻、耳に求める凍瘡様の皮疹である。冬季に増悪するが春季にも残存するため凍瘡と区別する。膠原病では全身性エリテマトーデス、シェーグレン症候群で認める。鑑別は凍瘡である。
爪床出血
爪床に認める黒色の出血である。出血の多くは黒色線条を呈する。膠原病では全身性強皮症、全身性エリテマトーデス、抗リン脂質抗体症候群、皮膚筋炎、関節リウマチで認めることがある。レイノー現象や肢端チアノーゼを合併する場合は膠原病の可能性が高くなる。その他の原因としては外傷、感染性心内膜炎、血液系悪性腫瘍、ビタミンC欠乏症、経口避妊薬の内服によるものがある。
結節性紅斑
結節性紅斑は下腿伸側に好発する有痛性の脂肪織炎である。膠原病および類縁疾患ではベーチェット病、サルコイドーシス、反応性関節炎、全身性エリテマトーデス、炎症性腸疾患、血管炎に認めることがある。その他の原因としては溶連菌感染症、特発性、結核、マイコプラズマ、膵炎などがある。
網状皮疹
酸素飽和度の低い血液により静脈が拡張することによって生じる。病態として低酸素血症、動脈流入の低下、静脈流出の低下が考えられる。膠原病および類縁疾患では抗リン脂質抗体症候群、クリオグロブリン血症、全身性血管炎、全身性エリテマトーデス、皮膚筋炎、シェーグレン症候群などで認められる。その他の原因疾患としては真性多血症、パルボウイルスB19感染症、コレステロール塞栓、敗血症性塞栓、カルシフィラキシスなどがある。
触知性紫斑
浸潤を触れる紫斑で下腿に好発する。小血管炎であることが多く、膠原病および類縁疾患ではIgA血管炎、蕁麻疹様血管炎、ANCA関連血管炎、膠原病による二次性血管炎（全身性エリテマトーデス、シェーグレン症候群、関節リウマチ）、ベーチェット病で認められる。その他の原因疾患としては感染性血管炎（感染性心内膜炎）、薬剤性血管炎、腫瘍随伴性血管炎で認められる。

## 責任細胞と治療方針
2012年現在までに有効な治療法は見つかっておらず、現在の日本の最新医療技術をもってしても、完全に治すことは不可能だと言われている。ただ、ステロイドや免疫抑制剤、消炎鎮痛剤などを使用することにより炎症がある程度抑制され、日常生活に支障のない程度にコントロールすることは可能となりつつある。最近では漢方薬などを用いた治療法もあり、ステロイドだけでは制御できない症状に対する追加療法、および別の手段として取られる。
関節症状、変形などに対して整形外科的手術が行われることがある。
いくつかの膠原病はどの免疫細胞の異常が病態の本質か検討されており、特異的な治療によって大幅にマネジメントが変わりつつある。例えば、SLEやシェーグレン症候群はB細胞の異常と認識されており、B細胞を特異的に傷害するリツキシマブによって治療が可能になりつつある。また一部の疾患では免疫グロブリン静脈注射療法 (IVIg) 療法が取り入れられている。欧米ではすでに認められていた、多発血管炎性肉芽腫症やSLEに対するシクロフォスファミド投与も、公知申請により日本でも認められた。
| 責任細胞       | 疾患                         |
| -------------- | ---------------------------- |
| 好酸球         | 好酸球性多発血管炎性肉芽腫症 |
| CD8陽性T細胞   | 多発性筋炎                   |
| CD4陽性T細胞   | 皮膚筋炎                     |
| B細胞          | SLE、シェーグレン症候群      |
| マクロファージ | 多発血管炎性肉芽腫症         |
| 好中球         | MPA、ベーチェット病          |
| 筋線維芽細胞   | 全身性硬化症                 |

これはステロイドへの反応性にも関係しており、マクロファージ、好中球、筋線維芽細胞を責任細胞とする疾患はステロイドへの反応性も悪い。